# Малверн (Нью-Йорк)
Малверн (англ. Malverne) — селище (англ. village) в США, в окрузі Нассау штату Нью-Йорк. Населення — 8560 осіб (2020).

## Географія
Малверн розташований за координатами 40°40′28″ пн. ш. 73°40′20″ зх. д. / 40.67444° пн. ш. 73.67222° зх. д. (40.674540, -73.672102).  За даними Бюро перепису населення США в 2010 році селище мало площу 2,74 км², уся площа — суходіл.

## Демографія
Згідно з переписом 2010 року, у селищі мешкало 8514 осіб у 3076 домогосподарствах у складі 2409 родин. Густота населення становила 3108 осіб/км².  Було 3146 помешкань (1148/км²).
Расовий склад населення:
| - 88,4 % — білих - 4,2 % — азіатів - 3,3 % — чорних або афроамериканців - 2,7 % — осіб інших рас |

До двох чи більше рас належало 1,4 %. Частка іспаномовних становила 8,6 % від усіх жителів.
За віковим діапазоном населення розподілялося таким чином: 20,5 % — особи молодші 18 років, 62,2 % — особи у віці 18—64 років, 17,3 % — особи у віці 65 років та старші. Медіана віку мешканця становила 45,6 року. На 100 осіб жіночої статі у селищі припадало 92,8 чоловіків;  на 100 жінок у віці від 18 років та старших — 89,9 чоловіків також старших 18 років.
Середній дохід на одне домашнє господарство  становив 124 059 доларів США (медіана — 106 795), а середній дохід на одну сім'ю — 137 238 доларів (медіана — 116 023). Медіана доходів становила 80 203 долари для чоловіків та 81 038 доларів для жінок. За межею бідності перебувало 2,2 % осіб, у тому числі 3,5 % дітей у віці до 18 років та 4,2 % осіб у віці 65 років та старших.
Цивільне працевлаштоване населення становило 4514 осіб. Основні галузі зайнятості: освіта, охорона здоров'я та соціальна допомога — 29,2 %, науковці, спеціалісти, менеджери — 12,3 %, роздрібна торгівля — 12,1 %.